# Spastonyx nemognathoides
Spastonyx nemognathoides är en skalbaggsart som först beskrevs av Horn 1870.  Spastonyx nemognathoides ingår i släktet Spastonyx och familjen oljebaggar. Inga underarter finns listade i Catalogue of Life.